# Mojca Drčar Murko

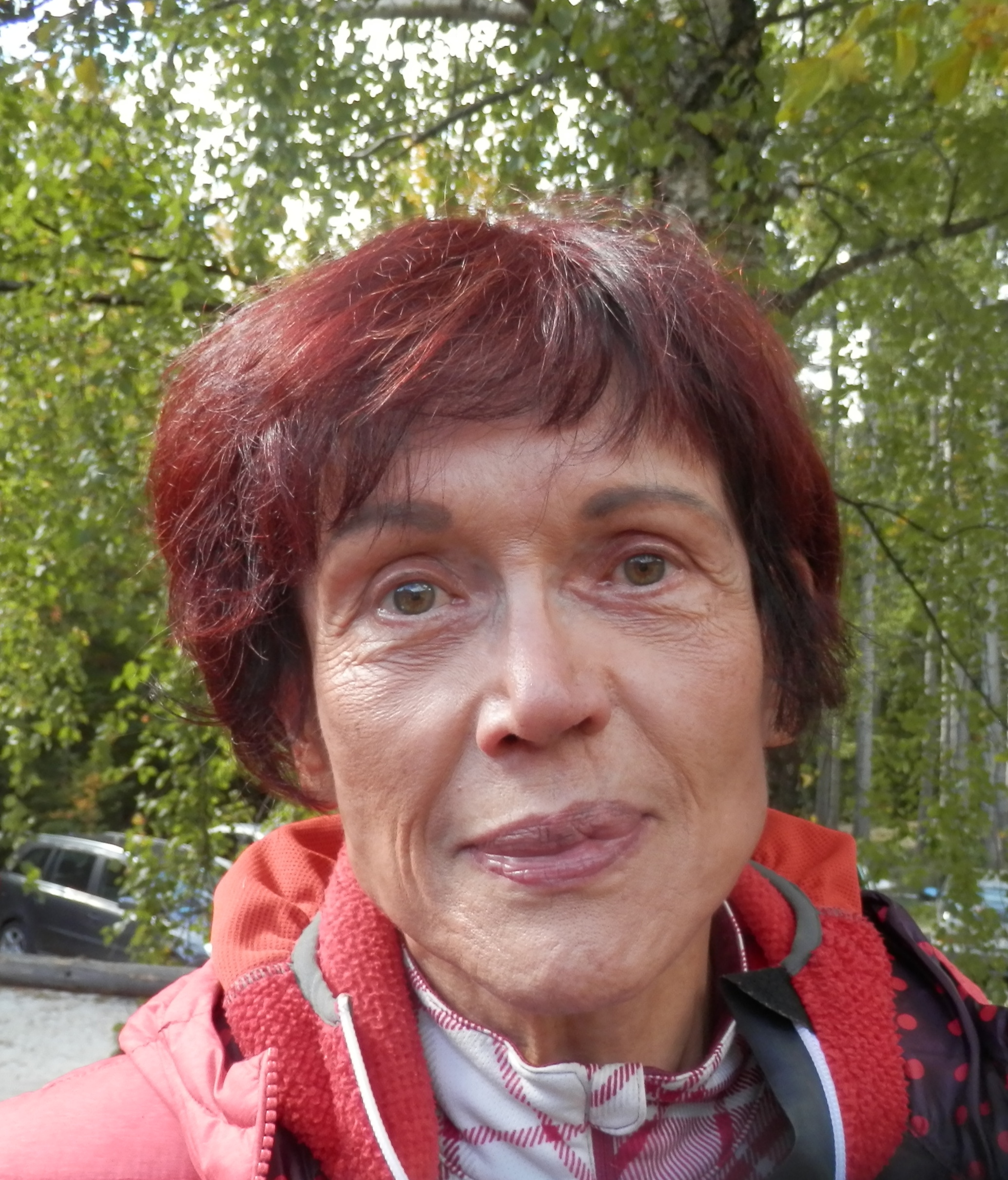
Mojca Drčar Murko

Mojca Drčar Murko (Ljubljana, 2 juli 1942) is een Sloveense juriste, politica en lid van het Europees Parlement voor de Liberale Democratie van Slovenië. Voor haar politieke carrière begon, was Drčar Murko journaliste.
In 1965 studeerde Mojca Drčar Murko af in rechten aan de Universiteit van Ljubljana, in 1973 sloot zij haar post-doctoraal internationaal recht af aan de Universiteit van Zagreb. Tijdens haar studie was Drčar Murko politiek commentator bij Radio Ljubljana. Sinds 1977 werkte zij voor het grootste Sloveense dagblad Delo en was later correspondente in Bonn, Rome en Wenen. Tussen 1984 en 1986 zat zij de geschillencommissie van de Sloveense Journalistenbond voor. Tijdens de verkiezingen voor het Sloveense presidentschap in 1988 verloor Mojca Drčar Murko van Janez Stanovnik. In datzelfde jaar werd Mojca Drčar Murko gekozen tot Sloveense Vrouw van het Jaar. Tijdens de ontstane crisis in 1994 het kabinet Drnovšek vanwege het door de christendemocratische vicepremier en minister van buitenlandse zaken Lojze Peterle geparafeerde Verdrag van Aquilea werd Mojca Drčar Murko enige tijd genoemd als mogelijke opvolger van Peterle. In 2004 werd Drčar Murko gekozen tot Europees Parlementslid namens de LDS.
- Bibsys: 10027768
- Gemeinsame Normdatei: 136693008
- International Standard Name Identifier: 0000 0003 7422 8529
- Library of Congress Control Number: nb2007021619
- Système universitaire de documentation: 275068099
- Virtual International Authority File: 75844451
- WorldCat: E39PBJdrMRvwBFKCt68YQG9FKd